# Jonathan Caruana
Jonathan Caruana (* 24. Juli 1986) ist ein maltesischer Fußballspieler.
Caruana begann seine Karriere im Jahr 2003 sehr erfolgreich beim Hibernians Paola in der Maltese Premier League. In der Saison 2005/06 wurde er kurzfristig am Verein FC Mosta ausgeliehen. Am Ende der Spielzeit 2008/09 gewann er mit seinem Team seine erste Meisterschaft. Im Jahr 2010 wechselte er zum FC Valletta, mit dem er weitere fünf Meisterschaften erringen konnte. Im Jahr 2017 wurde er wegen Dopings für vier Jahre gesperrt. Nach einem Jahr wurde die Sperre aufgehoben und Caruana kehrte zum FC Valletta zurück. Für die Nationalmannschaft Malta bestritt er seit 2008 bisher 44 Länderspiele.

## Erfolge
- Maltesischer Meister: 2009, 2011, 2012, 2014, 2016, 2019
- Maltesischer Pokalsieger: 2007, 2014